# Ambassade d'Ukraine en Suède
L'ambassade d'Ukraine en Suède est une mission diplomatique ukrainienne à Lidingö, Stockholm, en Suède.
Andrij Plachotnjuk est l'Ambassadeur depuis Novembre 2020.